# Nucleo familiare
Un nucleo familiare, chiamato anche economia domestica in Svizzera, designa un'unità sociologica che vive nello stesso alloggio, oltre che una famiglia tradizionale o una persona fisica che vive sola (in una casa, appartamento, monastero o caserma). Al nucleo familiare possono essere associati anche collaboratori o, in società aristocratiche, servi.
In statistica e microeconomia il nucleo familiare è l'unità base negli studi e nei censimenti. Esso può avere una o più fonti di reddito, che consistono nel/i membro/i che percepiscono un salario, uno stipendio, un affitto, una pensione, etc..
Nell'attuale legislazione italiana, il nucleo familiare assume significati diversi a seconda delle leggi; la famiglia anagrafica è invece definita precisamente dal DPR n. 223/89, art.4, ed è quella per cui gli uffici comunali rilasciano lo stato di famiglia.